# Gian Maria Rastellini
Gian Maria Rastellini (Buttogno, 20 gennaio 1869 – Milano, 30 dicembre 1927) è stato un pittore e politico italiano.

## Biografia
Gian Maria Rastellini nasce a Buttogno, piccolo centro della Val Vigezzo, da famiglia benestante e già iniziata alla pittura dal nonno paterno Gian Battista, seguito dal padre Gian Giacomo. Giovanissimo si iscrive, nel 1881, alla Scuola di Belle Arti Rossetti Valentini di Santa Maria Maggiore, dove studia – insieme a Maurizio Borgnis, Carlo Fornara, Giovanni Battista Ciolina – sotto la guida del maestro Enrico Cavalli fino al 1887. Artista precoce, si presenta alla Prima Triennale di Brera con il dipinto Il sogno, preso in considerazione dalla giuria per l'assegnazione del Premio Principe Umberto. Lo stesso quadro verrà presentato all'Esposizione Internazionale della Secessione di Monaco nel 1907, ottenendo una medaglia d'oro.
La prima produzione artistica si articola principalmente in una sequenza incalzante di ritratti, notevoli per espressività e vigore formale.
Nel 1889 si trasferisce col fratello Gian Battista, anch'egli pittore, a Milano, dove apre uno studio. Sulla scorta degli insegnamenti del Cavalli, fa sue le lezioni degli artisti più aperti e innovativi, adottando così un timbro vagamente simbolista.
Forse i risultati più originali della sua produzione degli anni Novanta sono identificabili nelle scene e nei paesaggi eseguiti in Val Vigezzo (Interno di stalla, Paesaggio invernale verso Buttogno, Veduta autunnale della valletta, Vita umile) dettati da scelte stilistiche autonome, frutto di una mediazione tra la formazione giovanile e lo studio dell'Impressionismo e dei macchiaioli. Degni di nota sono inoltre i ritratti a pastello, tecnica che l’artista sfrutta nell'arco di tutta la sua attività artistica.
Personalità poliedrica, Rastellini ricopre la carica di Sindaco a Buttogno (1899-1902) e quella di presidente della Società Elettrica Vigezzina. Appassionato di arte e collezionista, compie diversi viaggi in Europa per vedere i grandi capolavori conservati nelle pinacoteche e nelle chiese. Intorno al 1905, la sua produzione subisce una battuta d’arresto, orientata esclusivamente alla ritrattistica su commissione.
Nel 1927 l’artista muore a Milano.

## Mostre
- "Una scuola di pittura in Val Vigezzo: 1881-1919": Torino/Novara, 1990
- "Gian Maria Rastellini 1869-1927": Pallanza, 1996
- "Alessandro Poscio, collezionista appassionato": Domodossola, 2014
- "Carlo Fornara e il ritratto vigezzino"[6]: Domodossola, 2015
- "Brera 1891. L’esposizione che rivoluzionò l’arte moderna": Milano, 2016